# Xylotoles traversii
Xylotoles traversii är en skalbaggsart som beskrevs av Francis Polkinghorne Pascoe 1876. Xylotoles traversii ingår i släktet Xylotoles och familjen långhorningar. Inga underarter finns listade i Catalogue of Life.